# Kostel svatého Ignáce z Loyoly (Řím)
Kostel svatého Ignáce z Loyoly (italsky: Chiesa di Sant'Ignazio di Loyola in Campo Marzio) je římskokatolický titulární kostel, zasvěcený svatému Ignáci z Loyoly, zakladateli Tovaryšstva Ježíšova, nacházející se na někdejším Martově poli v Římě,  v Itálii. Kostel byl postaven v barokním slohu v letech 1626 až 1650 a původně sloužil jako kaple přilehlé Římské koleje, která se v roce 1584 přestěhovala do větší budovy, a byla přejmenována na Papežskou Gregoriánskou univerzitu.

## Historie
Římská kolej byla otevřena v roce 1551 jako první "svobodná škola gramatiky, humanitních věd a křesťanské nauky" svého řádu v Itálii. V prvních letech byla ve svých aktivitách omezována finančními problémy, a proto měla různá provizorní centra. V roce 1560 markýza Vittoria della Tolfa této koleji Tovaryšstva Ježíšovu darovala celý městský blok a jeho stávající budovy  na památku svého zesnulého manžela, markýze Camilla Orsiniho, který Římskou kolej založil. Markýza Vittoria pozemek dříve zamýšlela darovat k založení kláštera klariskám.  Jeptišky ale mezitím již začaly stavět kostel Santa Maria della Nunziata, na místě, kde v římské antice stával chrám  Isidin.
Jezuité získali od markýzy pozemek  bez peněz na dostavbu kostela. Rozpočtová omezení je přiměla najmout si architekta vlastního řádu. Stavbu kostela převzal jezuitský architekt Giovanni Tristano. Kostel Zvěstování Panny Marie byl zbudován, vyzdoben a vybaven výhradně  pracemi jezuitských mistrů. Byl vysvěcen v roce 1567. Trojlodní kostel zasvěcený Nejsvětějšímu Zvěstování Panny Marie byl postaven mezi lety 1562 až 1567 na základech již existující stavby a podle plánů  Orazia Grassiho, S.J.. Vzhledem k tomu, že stavba dosavadního kostela byla již v roce 1555 dostavěna do výše přízemí, nemohli jezuité rozšířit její kapacitu, aby pojala rostoucí počet studentů koleje. V souladu s přáním markýzy byl na fasádě zobrazen heraldický znak jejího manžela, Orsiniovská paže. Kostel Zvěstování Panny Marie byl zvětšen v roce 1580, kdy dal papež Řehoř XIII. rozšířit ttaké protější kolej, zejména její boční kaple.
Starý kostel přestal Římské koleji stačit na začátku 17. století, kdy byla navštěvována více než 2000 studenty z mnoha národů. Papež Řehoř XV., který býval jejím žákem, byl s kostelem silně spjat. Po svatořečení Ignáce z Loyoly v roce 1622 navrhl svému synovci, kardinálu Ludovicu Ludovisimu, aby byl při koleji postaven nový kostel, zasvěcený zakladateli Tovaryšstva Ježíšova. Mladý kardinál tuto myšlenku přijal a požádal několik architektů, aby nakreslili plány pro nový kostel. Ludovisi nakonec vybral plány vypracované jezuitským matematikem Oraziem Grassim, profesorem na Římské koleji.
Základní kámen byl položen až 2. srpna 1626, tedy o čtyři roky později. Toto zpoždění bylo způsobeno tím, že část budov koleje musela být rozebrána. Stavba mohutného kostela sv. Ignáce z Loyoly, jež začala roku 1626, byla dokončena až na konci století. Na rozdíl od kostela Zvěstování Panny Marie, který zabíral pouze malou část Římské koleje, zabíral kostel svatého Ignáce z Loyoly po dokončení čtvrtinu celého bloku.
Kostel byl otevřen pro veřejné bohoslužby až v roce 1650, u příležitosti jubilea. Slavnostně byl vysvěcen až v roce 1722 kardinálem Antonfelicem Zondadarim. Vstupní průčelí kostela je podle plánu architekta Filippa Raguzziniho obráceno do mělkého rokokového prostoru náměstí Sant'Ignazio.

## Interiér
Kostel má půdorys latinského kříže se třemi páry kaplí v bočních lodích a dvěma kaplemi v transeptu. Stavba byla inspirována jezuitským kostelem Gesù v Římě (dokončen koncem 16. století). Řady korintských pilastrů, které lemují celý interiér, zaměření na hlavní oltář v zadní části východní apsidy, barevný mramor, rozsáhlé zlacení, štukový figurální reliéf, bohatě zdobené oltáře a odvážné trompe-l'œilové malby v „kopuli“ a v klenbě hlavní lodi umocňují dohromady efekt nádhery. Finanční prostředky na stavbu kupole chyběly, byl tudíž najat malíř, který na klenbu namaloval iluzivní kupoli.
Západní stěna hlavní lodi je vyzdobena monumentálním  sousoším Velkolepost a náboženství (1650) od Alessandra Algardiho. Algardi také pomohl navrhnout vysoké štukové reliéfy, které jsou k vidění na obou bočních stěnách a pod kladím lodi, a to těsně nad vstupy do kaplí.
Mezi další umělecká díla patří obrovská štuková socha sv. Ignáce z Loyoly od Camilla Rusconiho z roku 1728 v závěru severní boční lodi, ve čtyřech nikách obklopená alegorickými sochami čtyř kardinálních křesťanských ctností. V kostele jsou pohřbeni svatí Aloysius Gonzaga, Robert Bellarmine a John Berchmans.

### Fresky na klenbě

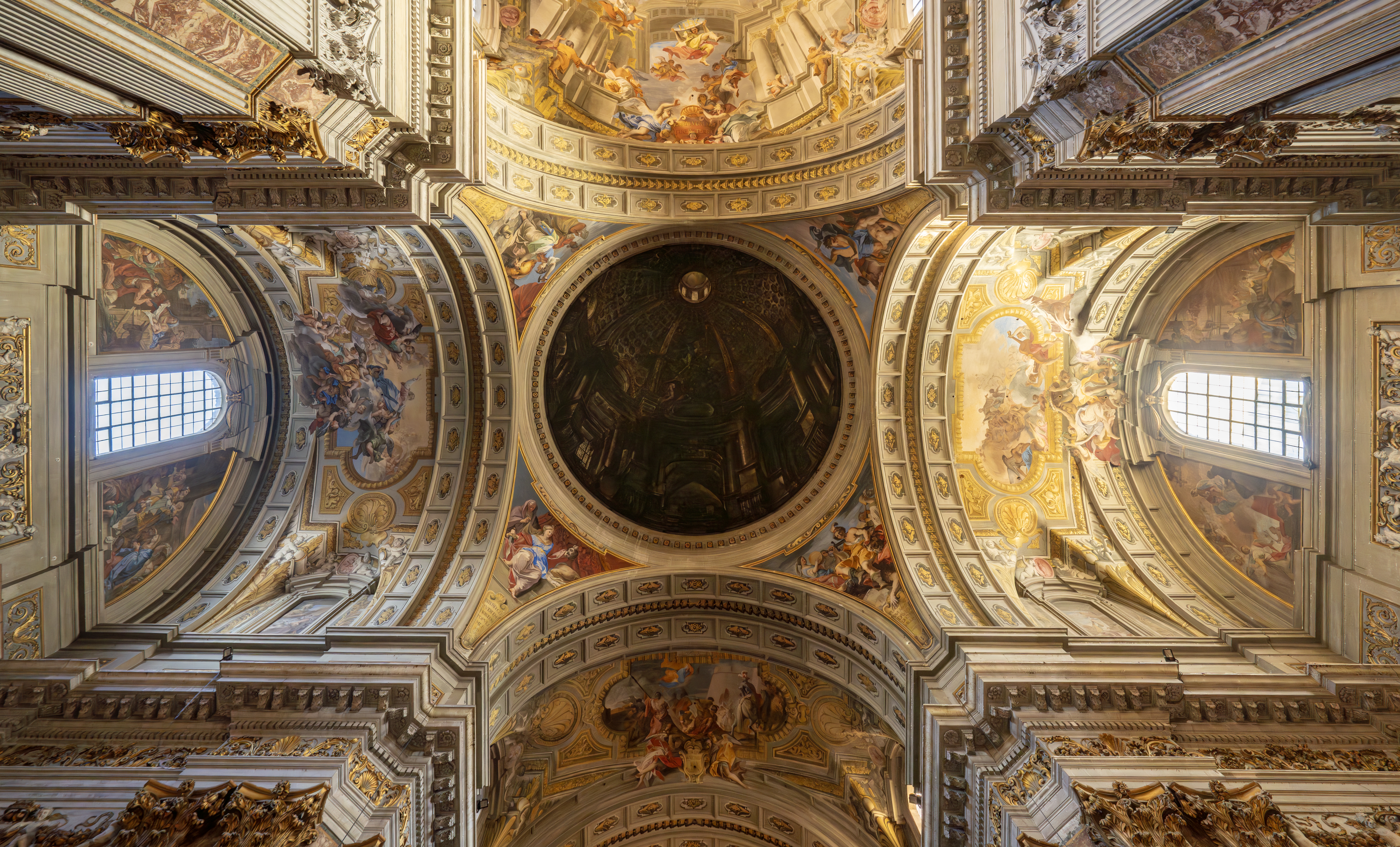
Iluzivní maba kupole (Andrea Pozzo)

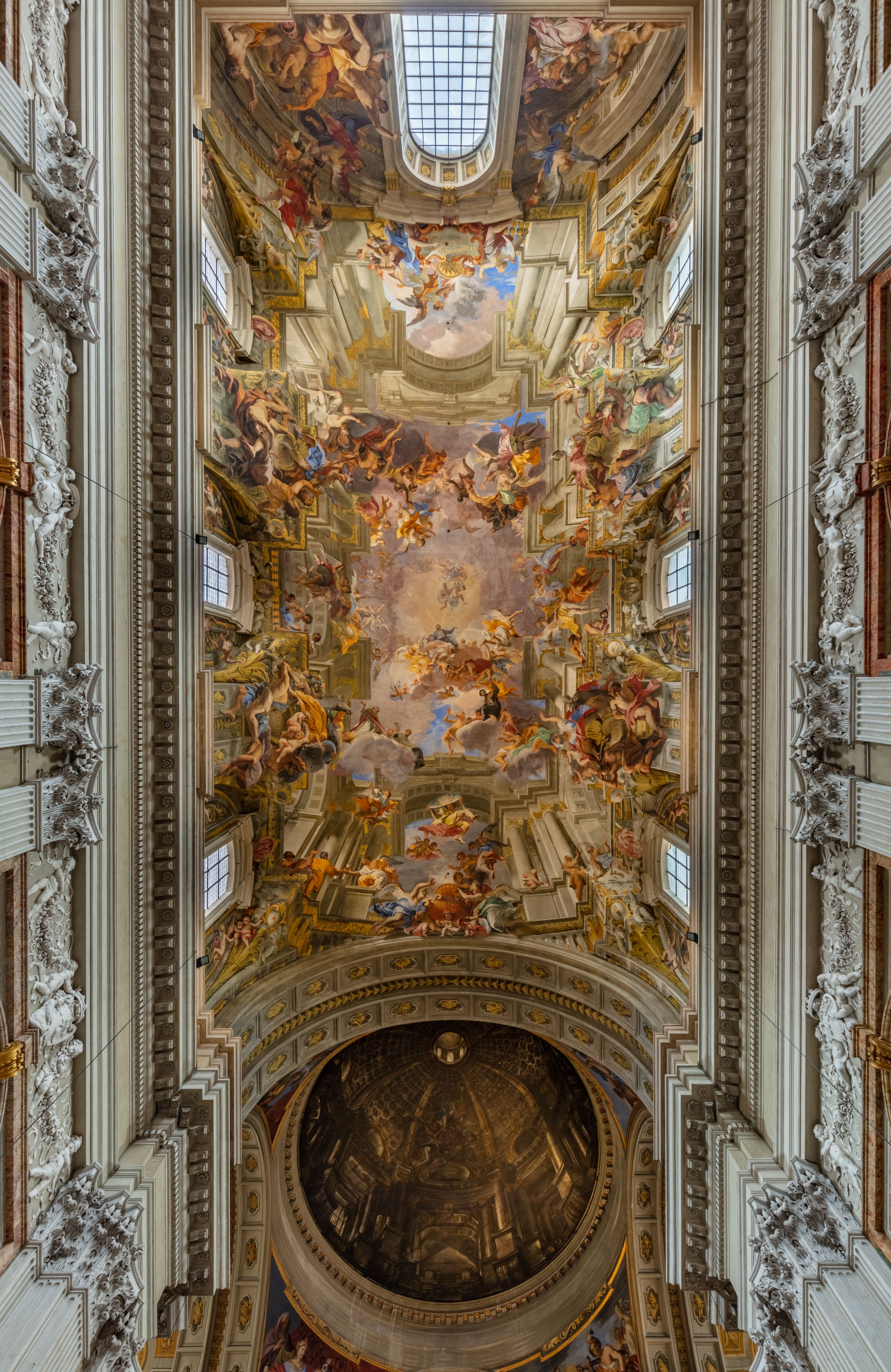
Malovaný strop od Andrea Pozza v iluzivním stylu trompe-l'œil

Velkolepou fresku, která zaujímá celou plochu plackové klenby hlavní lodi kostela, namaloval kolem roku 1685 řádový malíř jezuitů, Andrea Pozzo. Oslavuje dílo svatého Ignáce z Loyoly a Tovaryšstva Ježíšova ve světě. Uprostřed namaloval světce, kterého Kristus a Panna Maria vítají v ráji. Po stranách jsou obklopeni čtyřmi alegorickými skupinami představitelů čtyř kontinentů (Evropa, Amerika, Asie a Afrika) s jejich charakteristickými oděvy, atributy a zvířaty.
Obratným využitím lineární perspektivy, světla a stínu udělal Pozzo z velké klenby lodi kostela slavnostní síň, aulu, z níž se otevírá iluzivní pohled přijetí sv. Ignáce do nebe. Pozzovi se podařilol prolomit plochu klenby iluzivníperspektivou obrovské kupole, otevřené do jasné oblohy a plnou vznášejících se postav. Mramorový kotouč zasazený uprostřed podlahy lodi je ideálním místem, odkud lze iluzi vnímat naplno.

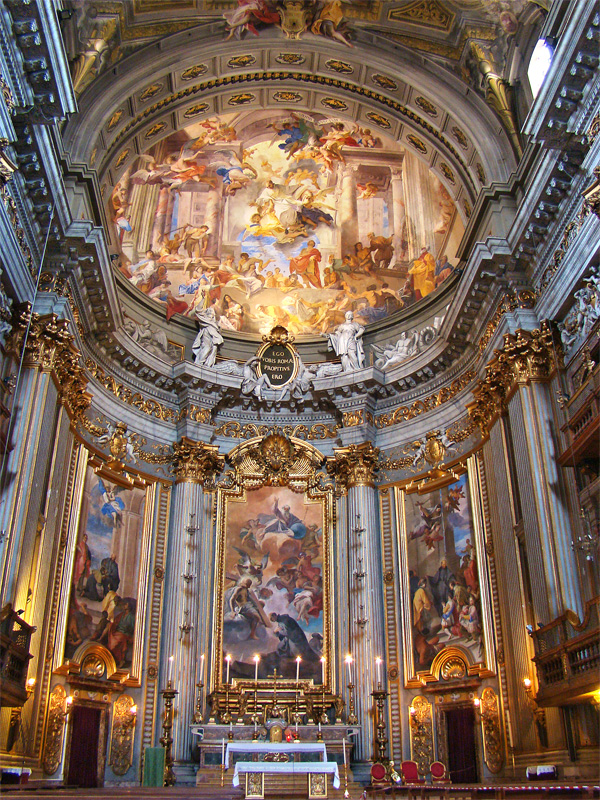
Freska sv. Ignáce, autor Andrea Pozzo

Druhá značka v podlaze hlavní lodi kostela poskytuje ideální prohlídkové místo pro iluzivní malbu trompe-l'œil na plátně, které dodal Andrea Pozzo roku 1685, zobrazujícím vysokou, žebrovanou kupoli. Původní obraz byl zničen požárem. V roce 1823 jej věrně reprodukoval Francesco Manno podle kreseb a studií, které zanechal Pozzo.
Pozzo také freskami vyzdobil pendentivy v křížení transeptu:  zobrazují postavy Starého zákona: Judith, Davida, Samsona a Jáel.
Pozzo namaloval fresky i ve východní apsidě kostela. Zde zobrazují život a apoteózu sv. Ignáce. Vlevo freska Obléhání Pamplony na vysokém panelu připomíná válečné zranění Ignáce, jež ho vedlo k víře při rekonvalescenci. Panel nad hlavním oltářem, Vidění svatého Ignáce v kapli La Storta, zobrazuje vidění, které přivedlo vojáka Ignáce k jeho božskému povolání. Další výjev Svatý Ignác posílá svatého Františka Xaverského do Indie připomíná misijní práci jezuitů v cizích zemích. Poslední scéna Svatý Ignác přijímající Francesca Borgiu připomíná přijetí španělského šlechtice, který se po smrti své manželky obrátil k víře a později se stal generálem řádu jezuitů. Pozzo je také autorem fresky v konše, zobrazující svatého Ignáce, jak léčí mor.

### Kaple

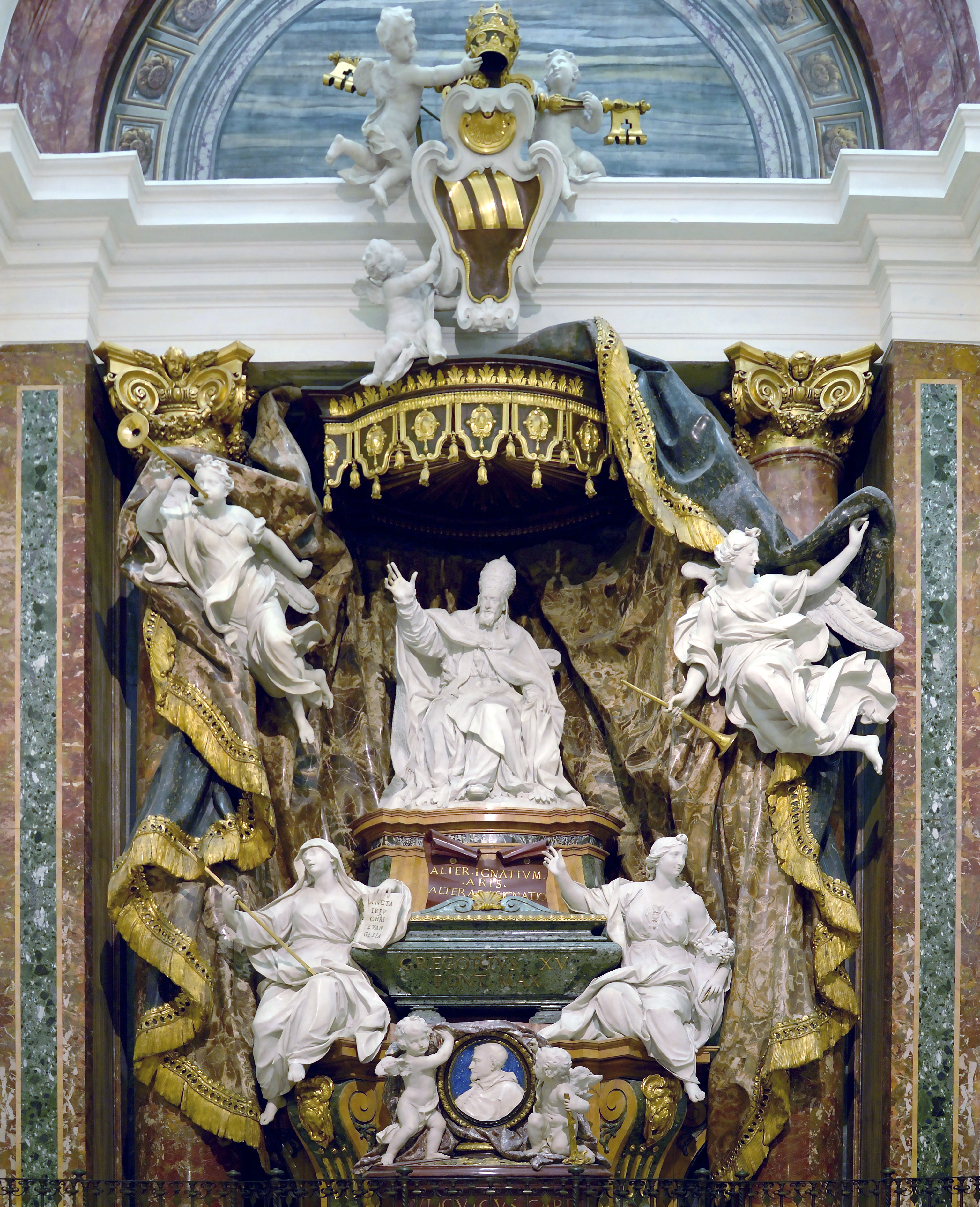
Památník papeže Řehoře XV. a kardinála Ludovisiho (asi 1709-14) od Le Gros

V první kapli vpravo se nachází oltářní obraz z 18. století, na kterém jsou zobrazeni Svatí Stanislav Kostka a Jan František Regis uctívající Pannu Marii s dítětem. Druhá kaple obsahuje oltářní obraz, který zobrazuje Sv. Josefa a Pannu a lunetu (pravá stěna) Poslední přijímání sv. Luigi Gonzagy, obojí od Francesca Trevisaniho (1656–1746); samotnou kopuli vymaloval Luigi Garzi. Ve třetí kapli vpravo je oltářní obraz Prezentace Panny Marie v chrámu z 18. století od Stefana Pozziho.

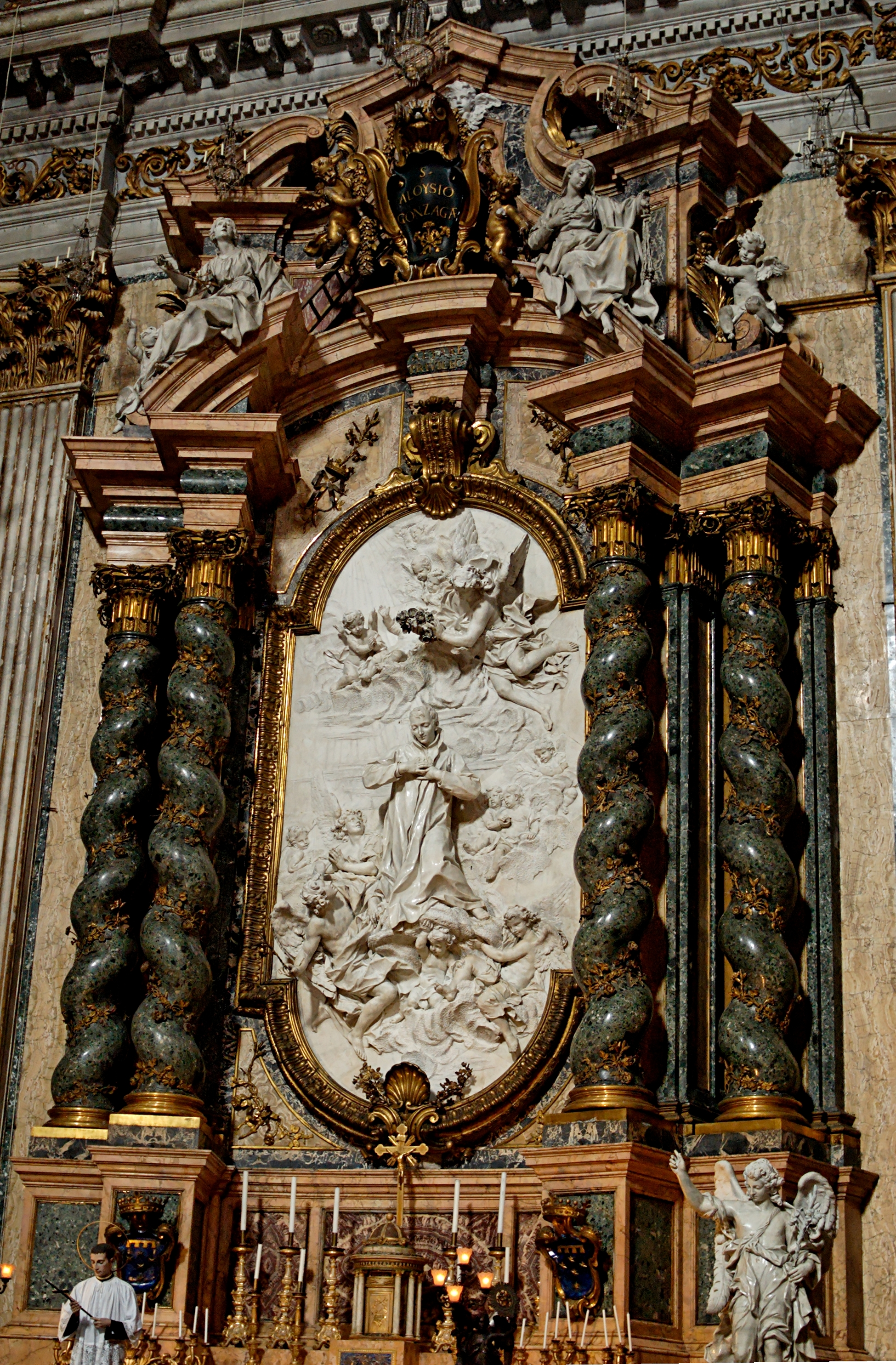
Alois Gonzaga od Pierra Le Grose

Kaple v pravém transeptu, zasvěcená jezuitovi sv. Aloisovi Gonzagovi, má velký mramorový reliéf zobrazující sv. Aloisa Gonzagu v slávě (v letech 1697–99) od francouzského sochaře Pierra Le Grose. Andrea Pozzo namaloval této kapli strop, který také zobrazuje slávu svatého. V bočním oltáři vedle Gonzagy je pohřben kardinál sv. Robert Bellarmino.
V kapli v levé příčné lodi jsou uloženy relikvie svatého Jana Berchmanse.
V kapli vpravo od presbytáře (v jihovýchodním rohu budovy) jsou umístěny náhrobky papeže Řehoře XV. a jeho synovce, kardinála Ludovica Ludovisiho, zakladatele kostela Sant'Ignazio. Pomník navrhl Pierre Le Gros, který jej také zhruba v letech 1709–1714 z velké části zhotovil, s výjimkou dvou létajících personifikací bohyně Fémé od Pierra-Étienna Monnota.
Kaple v levé příčné lodi se pyšní mramorovým oltářním obrazem Zvěstování od Filippa Della Valleho s alegorickými postavami a anděly (1649) od Pietra Bracciho a stropem s freskou Nanebevzetí od Pozza. První a druhá kaple vlevo mají malby od jezuity Pierra de Lattre, který také vymaloval sakristii.

## Seznam kardinálů jáhnů
Kardinální diakonie Sant'Ignazio di Loyola a Campo Marzio byla založena 28. června 1991. Seznam nositelů zdejšího titulu:
- Paolo Dezza SJ (28. června 1991 – 17. prosince 1999)
- Roberto Tucci SJ (21. února 2001 — 12. února 2011; jako kardinál kněz 21. února 2011 — 14. dubna 2015)
- Luis Francisco Ladaria Ferrer SJ (28. června 2018 – dosud)